# De Windvogel
De Windvogel is een Nederlandse coöperatieve vereniging van mensen die gezamenlijk streven naar een duurzame energievoorziening met windenergie als prioriteit.
De vereniging werd opgericht in het jaar 1991 in de Zuid-Hollandse gemeente Reeuwijk. In 1993 plaatst de vereniging haar eerste windmolen, genaamd "De Windvogel".  Dit was een tweebladige windturbine met een vermogen van 80 kW van de Nederlandse fabrikant Lagerwey. Na 22 jaar dienst werd de turbine uit veiligheidsoverwegingen (ouderdom) in december 2015 afgebroken. De plannen om hem te vervangen door een modernere, krachtiger (2 MW) windturbine werden door de gemeenteraad tegengehouden.
Heden (2016) telt de vereniging meer dan 3300 leden, die samen eigenaar zijn van zes windmolens en twee zonnevelden. De coöperatie heeft in 2015 8.845.080 kWh schoon opgewekte stroom geleverd aan ruim 3000 huishoudens.